# ماریون ژوسران
ماریون ژوسران (فرانسوی: Marion Josserand‎؛ زادهٔ ۶ اکتبر ۱۹۸۶) اسکی‌باز نمایشی اهل فرانسه است.